# Самсё (коммуна)
Самсё (дат. Samsø Kommune) — датская коммуна в составе области Центральная Ютландия. Площадь — 114,26 км², что составляет 0,27 % от площади Дании без Гренландии и Фарерских островов. Численность населения на 1 января 2008 года — 4085 чел. (мужчины — 1982, женщины — 2103; иностранные граждане — 150).

## Изображения

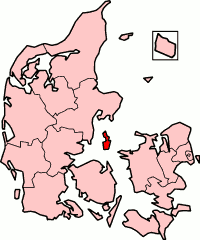
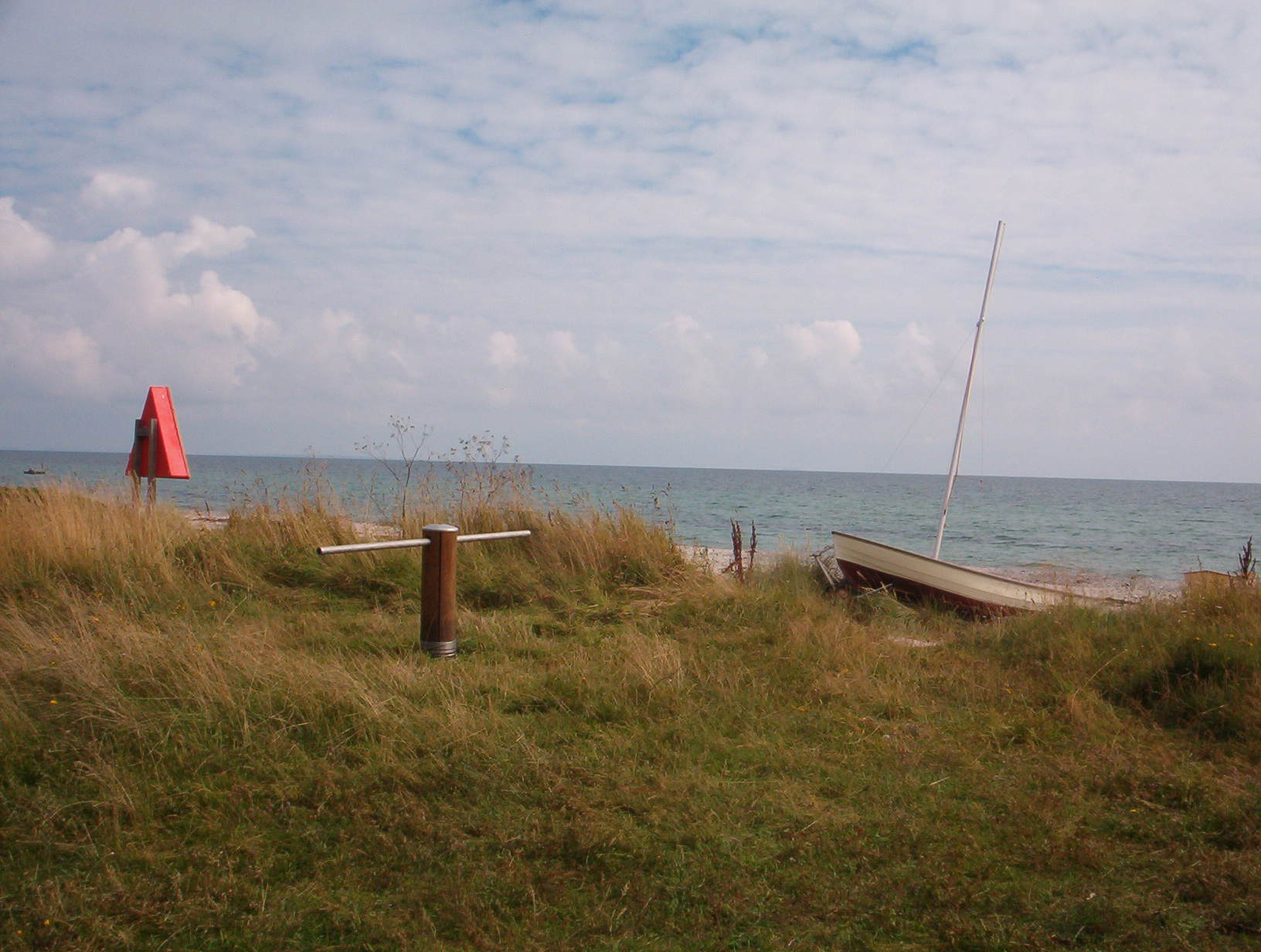